# Hebeloma ingratum
Hebeloma ingratum är en svampart som beskrevs av Bruchet 1970. Hebeloma ingratum ingår i släktet fränskivlingar och familjen Strophariaceae.   Inga underarter finns listade i Catalogue of Life.